# Орестия
„Орестия“ (на старогръцки: Ὀρέστεια) на Есхил е единствената антична трилогия, която достига в пълния си вид до нас. Трагедията е поставена през 458 г. пр.н.е. Съставена е от три части – „Агамемнон“, „Хоефори“, „Евмениди“. Поетът разглежда всяка от тези трагедии като голяма съставка от една трилогийна цялост. „Орестия“ е най-късното произведение на Есхил, което е посветено на трагичната съдба на рода на Атрей. То е абсолютно сравнително постижение на античната драматургия, където читателят може да види смело поетическо новаторство.

## Сюжет
Сюжетът е съдбата на потомците на Атрей, над които тежи проклятието за ужасното престъпление на техния прадядо Атрей, който враждувал с брат си Тиест, убил децата му и нагостил Тиест с тяхното месо. Ето защо в рода на Атрей не се прекратяват тежките престъпления, породени от демона на отмъщението Аластор: синът на Атрей. Агамемнон принася в жертва на боговете дъщеря си Ифигения, а жената на Агамемнон – Клитемнестра – убива мъжа си с помощта на Егист, останалия жив син на Тиест. Синът на Агамемнон – Орест – отмъщава за баща си, като убива майка си и Егист. След като убил майка си, Орест бил „очистен“ от Аполон. Благодарение на тази божествена намеса, родовото проклятие загубва силата си и се прекъсва веригата от престъпления.

### Особености
- Наличие на митологична основа – гибелта на Агамемнон;
- Има значение на исторически извор;
- Изграждане на действието спрямо перипетия (обрати);
- Внушително изображение на катастрофалните падения;
- Многобройни второстепенни образи и въвеждане на втория актьор;
- Нарастване на драматизма;
- Героите – личности, наясно със себе си и каузата си;
- Ясно изразени политическите възгледи на автора;
- Важна част са както монолозите, така и диалозите;

### Мотиви и проблеми
- Мотив за родовата мъст;
- Мотив за невярната жена, която коварно убива мъжа си;
- Мотив за скритата логика на човешките отношения;
- Проблем между матриархат и патриархат;
- Проблемът за престъплението и наказанието – двупланов;

### Централни образи в трилогията
- Агамемнон – цар на Аргос, съпруг на Клитемнестра, баща на Орест, Ифигения и Електра. Мъдър воин, намиращ се под знака на трагическата ирония. Противоположен и противопоставящ се образ на Клитемнестра.
- Клитемнестра – съпруга на Агамемнон, любовница на Егист, майка на Орест, Електра и Ифигения. Твърда до демоничност, праволинейна, без да бъде статична и еднотонна. Не се разкрива самоцелно и абсолютно. Злоба, коварност, лицемерие са епитетите, които най-добре я описват.
- Егист – представен е като тиран узурпатор, който получава трона от жена си Клитемнестра, чийто любовник и съучастник в престъплението – убийството на Агамемнон е бил.
- Орест – син на Агамемнон и Клитемнестра, брат на Електра. Единен и многообразен образ. Решителен в действията си. Проявява се като добър и изкусен актьор.
- Електра – дъщеря на Агамемнон и Клитемнестра, сестра на Орест. Нерешителна, съмнителна.
- Дойката – притежава буден, примитивен ум и човешко сърце. Със своята делничност, контрастира на високопоставените фигури. Тя е едно от човешки съчувстващите същества. Има точна и ясна позиция по въпросите.
- Пилад– образът притежава праволинейност на действието. Представител на това добро средно съсловие, образец на честност и на здрав разум.

### Структура на трагедията
В античната трагедия реалните събития стават зад сцената.
1. Пролог – в тази част се открива трагедията без да се изпълняват песни. Странично лице или някой от актьорите представя действащите лица и конфликта, който ще се разглежда.
2. Парод – хорът заема мястото си на орхестрата с маршова стъпка, изпълнявайки песен. Тази част играе роля на повествователно встъпление.
3. Епизоди – в тях се наблюдава развитието на драматичното действие чрез диалогични и монологични части.
4. Стазими – това са части, състоящи се от две части – строфа и антистрофа. Ясно диференцирани от епизодите. На сцената остава само хорът, който пее статично и неподвижно.
5. Екзод – край, завършек на действието на трагедията. Хорът напуска орхестрата с песен и маршова стъпка.

- Хорът е най-важното действащо лице. Той се обръща към публиката, за да разясни нещо, представено в епизодите.

### Части на трилогията

#### Първа част: „Агамемнон“

##### Сюжет
Първа част, наречена „Агамемнон“ (на гръцки Ἀγαμέμνων), представя смъртта на Агамемнон при завръщането му от Троя. Убива го съпругата му Клитемнестра, отмъщавайки за дъщеря им Ифигения. Действието на трагедията се развива в Аргос, в двореца на Агамемнон, и започва когато огньовете, запалени по планинските върхове, възвестяват за падането на Троя. Хорът на аргоските старци пее мрачни песни за принасянето на Ифигения в жертва. Глашатаят, който известява за пристигането на царя, е принуден да съобщи и за трагедията, която сполетяла голяма част от гръцката флота. Агамемнон влиза в дома си, за да се срещне лице в лице със съдбата си. Краят на трагедията завършва с предсмъртния вик на Агамемнон. Отсега нататък Аргос ще бъде управляван от Клитемнестра и нейния любовник – Егист. Хорът отказва да ги признае и ги заплашва със скорошното отмъщение на Орест.

##### Анализ
Пародът на Агамемнон говори за две престъпления – едното е делото на Парис, а другото – на Агамемнон; без съмнение второто е по-съществено. Хорът смята за осъдително решението на вожда да пожертва дъщеря си и обвинява Агамемнон в безумна дързост. Трагедията показва свързаност между Приамидите и Агамемнон чрез идеята за прекомерното щастие. Точно това щастие води до катастрофата. След значителни размишления, хорът променя своето отношение към Агамемнон и изрично го заявява, когато го посреща.
И когато провождаше нашата рап
По Елена (не крия), ти беше за мен
Безразсъден човек, неспособен водач
И кормчия на своята мисъл, че ти
бе подкарал на смърт,
Пряко воля народна, войската.
Но сега дружелюбно и с цяло сърце
Поздравявам достойните воини аз.
/Ст. 799 – 806/
Хорът е първостепенно действащо лице в диалога. Началните му песни са експозиция спрямо събития, с които зрителят тепърва ще се запознае. Чрез парода той се представя като пълноценен трагически герой. Осъществява градацията на трагическото напрежение. Този похват цели да поддържа напрежението до срещата с Агамемнон. Хорът е този, който внася тон на тревога. След дълги размишления, той достига до следната теза – престъплението неизбежно ражда нови престъпления.
В тази част Есхил разкрива своите социални възгледи. Речта, с която си служи Агамемнон, е пример за умереност. Законът за родовата мъст го обвързва с предците му, въпреки личната му невинност. Хорът по никакъв начин не осъжда Агамемнон като потомък на престъпен род. Егист и Клитемнестра, които обосновават извършеното убийство със закона за кръвната родова мъст, и хорът, който не приема доводите им, принадлежат на различни епохи, които по различни начини оценяват отмъстителния акт.
От гледна точка на правото, начинът, по който се извършва престъплението, е без значение. Следователно няма значение, че Егист е убил чрез подлост. Но тъкмо тази подлост на страхливец получава драматургическо значение, чрез което се обосновава враждебността на хора в тази част на трилогията. От друга страна нямат значение личните качества на жертвата. Агамемнон, който показва мъдрост и благочестие, все пак пада мъртъв, защото е потомък на Атрей. Отличителните му качества са от значение за развоя на действието. Те са тези, които успяват да въздействат и да вдъхновят Орест. След смъртта на Агамемнон недомлъвките, изказани по-рано, се превръщат в основна теза на частта.
Ала има закон: ако земната твърд
Е поръсена с кървави капки, кръвта
иска кръв! Та убийството вика за мъст,
за ериния! Заради нявгашна смърт
Тя беди връз бедите натрупа.
/ст. 400 – 404/
Hизостта на Егист и Клитемнестра не подлежи на съмнение. Те все пак убиват достойния Агамемнон. Кръвопролитието подлежи на съд и често присъдата е осъдителна. Към края на частта се появява образът на Касандра – трагична, с това, което е преживяла, и това, което тепърва ѝ предстои. Тя е тази, която предрича гибелта на Агамемнон. Зловещата атмосфера достига своя кулминационен момент със сцената с видението на троянска пророчица за предстоящото убийство на Агамемнон. Идеята за проклятието, което се предава по наследство, се е запазила в пълна сила, но то действа чрез съзнателната воля на хората.

##### Лицата в трагедията
- Страж
- Хор от аргоски старейшини
- Клитемнестра
- Вестител
- Агамемнон
- Касандра
- Егист

##### Пролог
Трагедията започва в дома на Атреевци (Атрей – цар на Микена, баща на Агамемнон и Менелай). Стражът стои на пост и говори. Очаква вест дали Троя е паднала в плен. Блясва огнен знак – това е вест, че Троя е превзета: „... взет е Илион! Това ми казва блясъкът на огъня!“ Стражът ще тича да съобщи добрата новина на съпругата на Агамемнон. Има нещо тайно, нещо скрито, нещо което се премълчава още в началото на трагедията: „За другото мълча. Върху езика ми е стъпил вол. А този дом, да можеше, би казал всичко. Който знае, с него аз говоря, но не знае ли – и аз не знам.“
Излиза стражът. Влиза хорът.

##### Парод
Хорът пее за съдбата, сполетяла героите, участвали в Троянската война: за смелите Агамемнон и Менелай, за престъплението на Парис и „жена многомъжна“ (Елена). Аргоските старейшини споменават, че са останали и не са участвали във войната, защото вече са стари: „А ние, с презряната старческа плът, не потеглихме в бран, а останахме тук и подкрепяме днес връз тоягите своята мощ на деца.“ Хорът се обръща към Клитемнестра така: „Ти, о дъще на цар Тиндарей, Клитемнестро, царице, какво се е случило? Що си узнала, кажи! И каква новина те накара да жертвуваш дари?“ Следват строфа и антистрофа, в които става ясно, че птиците на Менелай и Агамемнон по време на лов са разкъсали „зайка с утроба непразна“. По-нататък хорът казва нещо много важно и показателно за трагедиите на Есхил: „Зевс ни води към добро, той е дал могъщ закон: чрез страданието – ум!“ Артемида изпраща на корабите силен вятър, разярена заради убийството на заека. За да спре вихърът Агамемнон принася дъщеря си Ифигения в жертва: „И принесе той във жертва свойта дъщеря, за женоотмъстителния поход път на войската да стори.“

##### Първи епизод
Влиза хорът. Разговаря с Клитемнестра. Тя съобщава благата вест, че Приамовият град е превзет. Става ясно, че градът е превзет от тази нощ. Клитемнестра разказва за огнения знак и за стража, който е дошъл да ѝ обади добрата новина. Хорът се радва.

##### Първи стазим
Хорът разказва за Елена и Менелай. Пее за последиците от войната – колко много воини са загубили живота си заради Елена: „Оплакват едного, че бил юначен мъж, а другиго – че славно паднал в битките заради чужда жена“. Гражданите са гневни: „Болка и мисъл зла пълзи срещу двамината вождове... А тежка е речта на гневни граждани“. Клитемнестра управлява сама, без мъжа си. Хорът казва: „Присъщо е при женска власт да се въздава слава предивременно. Жената лесно вярва, и разнася се крилат слухът. Но с бърза смърт умира възвестеното от женски глас.“

##### Втори епизод
Хорът очаква вестител: „След миг ще разберем дали сияйните огньове и сигналите на пламъка са истинни, или като видение насън ни мами блясъкът им радостен.“ Вестителят влиза. Радва се, че се е завърнал. Съобщава, че Агамемнон се е върнал жив: След толкова години с ясни погледи срещнете царя днес тъй, както някога преди! Че иде Агамемнон, носейки в дълбоката ви нощ лъчи от слънцето.“ Хорът и вестителят си говорят. Вестителят разказва за премеждията си по време на войната. Клитемнестра влиза за малко като говори за своята съдба докато мъжът ѝ е бил на война: „Той предана ще найде в къщи своята съпруга, вярна кучка на палата му, добра за него, зла за враговете му, във всичко друго – същата. И ни един печат не е разбила през годините. И с никой мъж не знае грешни радости, тъй както и да багри в кръв оръжие.“ Клитемнестра излиза. Хорът пита вестителят дали Менелай е жив. Той отвръща, че е имало буря и Менелай е изчезнал.

##### Втори стазим
Отново хорът пее за Елена.

##### Трети епизод
Влиза Агамемнон на колесница, с него – Касандра (негова робиня). Хорът се радва на завръщането на Агамемнон. Споделя, че: „И когато провождаше нашата рат по Елена, не крия, ти беше за мен безразсъден човек, и си мислех, че ти си негоден кормчия на свойта глава, че подкара на смърт пряко воля народна войската. Но сега дружелюбно и с цяло сърце поздравявам достойните войни аз.“ Клитемнестра, следвана от прислужница, излиза от палатите. Обръща се към хора и изразява своите чувства към мъжа си, колко е плакала докато е бил на война. Убеждава ги в искреността на думите си. Приканва мъжа си да слезе от колесницата и да мине по пурпурни килими, които тя специално е заръчала на слугините да постелят, за да не стъпват краката му на голата земя – знак на почести за победата и неговото завръщане. Агамемнон отначало не се съгласява като казва:
„ ... недей събужда Завистта, постилайки земята! Че за бог са тези почести. Та смъртен съм, не мога безбоязнено да тръгна върху тези пъстри тъкани! Човек, не бог приветствувай в лицето ми!“ Но накрая след известно обсъждане той склонява (хюбрисът на Агамемнон):
КЛИТЕМНЕСТРА
Послушай ме, и сам ми дай надмощие.
АГАМЕМНОН
Да бъде тъй! Събуйте ми обувките,
послушните робини на нозете ми.
И никой бог дано не хвърли зло око
връз мене, като газя в тези пурпури!

##### Трети стазим
Хорът пее, че „страх мъчи моето сърце, пълно с предусещания кобни“. Сърцето е тревожно, предчувствие за смърт, за нещо зло.

##### Екзод
Влиза Клитемнестра. Опитва се да убеди Касандра да слезе от колесницата и да влезе в двореца, защото Зевс иска и тя да участва в обреда. Касандра мълчи. Хорът също се опитва да я убеди: „Върви. За тебе туй е най-полезното. Послушай я, па слез от колесницата.“ Клитемнестра раздразнена, че робинята не я слуша влиза в двореца. Хорът казва, че той съжалява Касандра: „Пък аз не ѝ се сърдя, съжалявам я. Върви, злочеста, слез от колесницата, склони глава и приеми хомота си!“ В комоса Касандра най-накрая проговаря: „Ах, горко ми! Ах, горко ми! Аполоне! Аполоне!“ Касандра започва да плаче и да вика. Става ясно, че робинята е пророчица (дарът ѝ да вижда ѝ е даден от Аполон). Най-вероятно е мълчала, защото точно тогава са се явявали пророческите ѝ видения.
КАСАНДРА
Аполоне! Аполоне!
Ти, водителю, погубителю мой!
Без мъка ме погуби ти за втори път!
ХОР
Изглежда, че предсказва свойте бедствия.
И в робството е с божи дар в душата си.
Касандра говори за родовото проклятие: „А-а! Богопротивен дом, видял пролята от брата кръв, обезглавени трупове, порои кръв, една човешка кланица! ... А-а! Ах, вярвам аз на тези мои знаци: Децата плачат, колят ги, а техният баща яде опечени месата им!“ Робинята предсказва смъртта на Агамемнон, предсказва, че жена му ще го убие: „Но ужас! Ах, какво е намислила! Каква голяма беда, голямо зло замисля тя в палатите, непоносимо, неизцелимо! А помощта е далече!“ Става ясно, че Клитемнестра не е била вярна на мъжа си: „А-а, на тъй ли дръзваш, безсрамнице? Мъжа, с когото лежиш, ти къпеш – ала как да кажа свършъка? Та той е близо! Ръка! След нея друга ръка поразява! ... А-а, а-а! Какво е пред очите ми? Смъртта със свойта мрежа? Разстила я съпругата – участница в убийството! Раздоре неуморен, ликувай! Позорната жертва е паднала! ... Това е коварното кърваво къпане!“ Заедно със смъртта на Агамемнон Касандра вижда и своята смърт: „Горко на мене, клета! Каква ужасна участ! Виждам своята при неговата зла несрета! Защо доведе тук и мене, бедната! За да умра до него! Мигар иначе? ... След миг и аз ще падна мъртва наземи.“ Касандра разказва на хора как е получила пророческия си дар. Накрая тя в прав текст казва на хора: „Ще видите смъртта на Агамемнон! ... Ти молиш тук. Те готвят там убийството.“ Касандра разкрива, че няма избавление от пророчеството, бягството е безсмислено, тъй като онова, което е предрекла, че ще стане, че се случи и не може да бъде предотвратено. Касандра влиза в двореца, приела съдбата си. Зад сцената се чува гласът на Агамемнон: „О, смъртен удар порази снагата ми! ...О, горко ми! Поразен съм за втори път!“ Хорът чува виковете му, тръгва заедно с корифея към вратата на двореца. Тя се отваря и Клитемнестра се показва с кървав меч в ръка. Виждат се труповете на Агамемнон и Касандра. Клитемнестра заявява, че отдавна е замисляла убийството и в прав текст съобщава, че тя е убила Агамемнон и сега ликува. Става ясно, че Клитемнестра си е отмъстила на мъжа си заради убийството на дъщеря ѝ, Ифигения, която той е жертвал, за да умилостиви Артемида, за да спаси хората на корабите от страшната буря. Обвинява го в прелюбодейство с Касандра. Хорът оплаква Агамемнон и упреква за всичко Елена (сестра на Клитемнестра). Осъжда Клитемнестра за престъпленито ѝ. Тя обосновава убийството не само с отмъщението за пожертваната Ифигения, но и със закона за кръвната родова мъст (родовото проклятие). „И кой ще махне гибелното семе от своя дом? Родът е свързан с бедствия!“ – казва хорът. Клитемнестра е готова да понесе всякакви наказания вече след като Агамемнон е мъртъв. Трагедията свършва с влизането на Егист (любовникът на Клитемнестра), който казва следното:
ЕГИСТ
О ясен ден, о слънце възмездително!
Бих рекъл: боговете-отмъстители
следят отгоре злото между смъртните!
Като видях тогова, легнал в пеплоса,
тъкан от адски духове, възрадвах се,
че той заплаща за коварства бащини.
Атрей, баща му, царят на земята ни...

#### Втора част: „Хоефорите“
Трагедията „Орестия“ на Есхил е единствената антична трагедия, която е запазена в пълния си вид. Поставена е през 458 г. пр.н.е. Съставена е от три части – „Агамемнон“, „Хоефори“, „Евмениди“. „Хоефори“ (означава „Приносителките на надгробно възлияние“) е продължение на първата част от трилогията, която разказва за това как Клитемнестра убива Агамемнон чрез измама, когато той се връща от Троя.
Лица: Орест, Хор от робини, Електра, Дойка, Клитемнестра, Егист, Роб, Пилад

##### Анализ на структурата
I. Пролог
Орест се завръща в родния си край, за да отмъсти за смъртта на своя баща. Отива при гроба му, където вижда жени с черни плащове. Разкайва се, че не е бил до него. Мисли си, че и сестра му Електра е потънала в скръб. Моли Зевс да го подкрепя и извиква Пилад встрани, за да чуят бедните молителки.
II. Парод
С излизането си на сцената Хорът от робини се представя като „вещ пророк“, който „говори в този дом чрез ясни сънища“. Сънят, чрез който Бог вещае, „говорят, че един мъртвец гняв и ярост отправя към своите убийци“. Откакто царят е мъртъв, мрак покрива неговите палати. Липсва непобедимата почит към царя днес, а властникът е успехът. Правдата следи и наказва, „зла съдба гнети виновника и го сломява с болести“. Не се прощава на този, който е пристъпил в девическите покои. Вещият пророк е далече от бащината стряха, подчинява се, въздържа омразата и плаче в одеждите си.
III. Първи епизод
Електра търси съвет от хора за словата, които трябва да изрече на шествието. Съветът на прислужничките е да заговори за преданите сърца, а за убийците да се помоли да бъдат убити. Електра вижда на гроба оставен къдрец (момчетата, които навлизали в младежката си възраст, посвещавали къдрици от содите си на местни божества) и разбира, че той е на брат ѝ Орест.
Орест и Пилад се появяват на сцената. Орест разказва за пророчеството на Локсий, което гласи, че трябва да настъпи отмъщение за бащината смърт.
IV. Първи стазим
Хорът „изрича проклятие към гнъсната съпруга, към нейните коварни женски хитрости“. Огнището е загаснало, а на власт е жената. Трябва да се наказва, трябва да възтържествува правдата.
„Издига Правдата олтар,
кове Съдбата меч“.
V. Втори епизод
Орест прониква в двореца, преоблечен като чужденец. Дошъл е с едно известие, което трябва да бъде съобщено на господарите. Излиза майка му Клитемнестра, която не успява да го познае, а той съобщава за собствената си смърт. Робът отвежда „чужденеца“ в мъжките покои, а Клитемнестра отпраща Дойката да повика Егист.
VI. Втори стазим
Орест е готов да убие майка си, за да отмъсти за смъртта на своя баща. Иска да му бъде дадена помощ от сина на Мая, който „много тайни ще разкрие“. Бедата е далеч, а победата близо.
„Дерзай, когато дойде час за дело!“
Сравнява се с Персей, който имал твърдо сърце – без колебание убил Медузата.
Хорът пее за приближаващото възмездие.
„Свойте скъпи мъртъвци
и своите живи сродници зарадвай!
Мъчителния техен гняв смири
чрез кървава разправа, погуби
виновника за бащината гибел!“
VII. Трети епизод
Когато Егист идва в Двореца, Орест и Пилад го убиват.
„Егист е мъртъв!“
Клитемнестра разбила измамата. Тя моли Орест за пощада.
„Спри, сине, пожали, дете, гърдите ми,

върху които си заспивал, сучейки

живителното мое мляко, моля те!“
Орест за кратко се разколебава дали да убие майка си, но Пилад му напомня за пророчеството на Аполон. Орест убива майка си.
„Пророчески са твоите страшни сънища.
Уби съпруг, умри от син, злочестнице!“
VIII. Трети стазим
Краят на бедите е настъпил. Хорът пее за възтържествуването на мира.
„Пак виждам светлия ден!
Паднаха тежките робски вериги!
Вдигай се вече, дворец! Дълго, предълго лежа
прострян върху земята!“
IX. Екзод
Орест е обхванат от някакви видения. Заедно с Пилад излизат от двореца, където лежат труповете на Егист и Клитемнестра. Орест е обладан от образите на ериниите, фуриите – преследващите го богини на отмъщението. Опитвайки се да намери спасение от тях, бяга към храма на Аполон.

##### Сюжет
Носи заглавието „Хоефорите“ (на гръцки Χοηφόροι), което се превежда „Приносителките на надгробно възлияние“. Орест, който е израснал в чужбина, се завръща в Аргос, за да отмъсти по заповед на Аполоновия оракул за смъртта на своя баща – Агамемнон. Настъпва моралният конфликт: дългът да отмъсти за баща си изисква ново ужасно престъпление – убийство на собствената му майка. Началото на трагедията се разиграва на гроба на Агамемнон – там Орест среща своята скърбяща сестра Електра и хора от робини, които са изпратени тук от Клитемнестра, за да извършат възлияния на гроба, тъй като тя била изплашена от мрачно съновидение. Идва сцената на „познаването“ – Електра разпознава в лицето на чужденеца своя брат. Срещата със сестра му, оплакванията на гроба на баща му, съобщението за съня на Клитемнестра, укрепват решителността на Орест. Прониква в двореца, преоблечен като чужденец, и съобщава за собствената си смърт. Вече успял да влезе в двореца, той убива най-напред Егист – любовника на Клитемнестра, а след това и самата нея. Волята на Аполон е изпълнена, но след убийството на майка си Орест е обзет от безумие и побягва, преследван от Ериниите (богините на отмъщението).

##### Анализ
Между събитията на действието на „Агамемнон“ и събитията на „Хоефорите“ са минали седем години, през които над Аргос властват убийците. Тук се появява вече порасналият син – Орест. Възмездието започва с началната сцена – на надгробното възлияние. Явяването на Орест е моментът, който довежда до трагическото себеосъзнаване и слага край на съмненията на Електра. Надгробният плач, в който участват Орест и Електра, е молитва за помощ – аргумент на възмездието.
Втората част носи в себе си много по-голяма яснота за убийството на Агамемнон. Според Хора наказанието за това убийство трябва да бъде смърт. За тези седем години Клитемнестра се е превърнала в нещастно същество, обзето от собствения си страх за предстоящото бъдеще. Егист има кратка, но ефектна поява в трагедията. Той успява доста добре да покаже лицемерието си, чрез изказването за „фалшивата“ смърт на Орест. Мисли, че е избавен от греховете си. Но той не знае, че е измамен и осъден на смърт, от същия, когото е смятал за мъртъв. След смъртта на Егист, Клитемнестра е изправена, лишена от опора, пред суровия поглед на този, който носи смъртта и за нея. В тази част на „Хоефорите“ тя вече е обикновена, жалка жена, целяща да събуди страх и съжаление в собствения си син – Орест.
| „ | Нима, о, чедо, ще убиеш майка си? | “ |

Според Орест: убитият е „воин“, убийцата е „къщна безделница“.
| „ | Уви! Змия родих и кърмих! Ето я! | “ |

Tова са думите, с които се слага край на диалога.

##### Участници в трагедията
- Орест
- Хор от робини
- Електра
- Дойка
- Клитемнестра
- Егист
- Роб
- Пилад

#### Трета част: „Евменидите“

##### Сюжет
Носи заглавието Евменидите (на гръцки Εὐμενίδες) – превежда се „Благосклонните богини“. Орест е изправен пред съда в Атина за извършеното престъпление и проливането на кръвта на собствената му майка. Хорът е съставен от Еринии (Евмениди), богини на отмъщението, които обвиняват Орест за извършеното деяние. Аполон обаче го защитава и се опитва да го оправдае пред тях. От своя страна Орест дава обет, че неговото царство Аргос няма да напада Атина. Ериниите недоволстват. Аполон възразява на Ериниите, като посочва значението на родството и светостта на брака. Гласовете на съдиите се разделят по равно, но Атина дава гласа си, което води до оневиняването на Орест. По този начин Орест е оправдан. В края на тази част става ясно, че в подножието на хълма ще бъде издигнато светилище, където Ериниите ще бъдат почитани.

##### Анализ
Основната тема, която се разглежда в третата част на „Орестия“, е борбата между майчинско и бащинско право; между умиращия матриархат и побеждаващия патриархат. В третата част на трилогията за повишаване на напрежението допринасят не само живите диалогически части, но и ефектни лирически късове. Речта на Аполон подсказва за хода на действието. Заключителната трагедия „Евмениди“ изобразява борбата между Ериниите – старите богини и младите богове Атина и Аполон заради деянието на Орест. Самият съдебен процес е представен като борба между принципите на бащиното и майчиното право. Целият предмет на спора се формулира от тезите на Орест и Ериниите. Присъдата е ясна – Орест оневинен и напуска Атина. Въпреки това следва част, в която зрителят се сблъсква с гнева на Ериниите. Гневните реплики на Хора се противопоставят на уравновесена реч на Атина, построена в ямби. В чест на Ериниите в Атина се издига техен култ и старинните богини отсега нататък ще се почитат под името „Евмениди“. Със създаването на Ареопага се отменя кръвното отмъщение и се поставя началото на религиозно пречистване. Трагедията се превръща в защита на компромиса, в драма с щастлив край, показваща как се възстановява нарушеното морално равновесие. Но към този щастлив край на трилогията не се стига по права линия, а чрез множество перипетии, схватки и напрежения. Есхил разрешава проблема за престъплението и наказанието не като историк, а като драматичен поет.

##### Участници
- Питийската пророчица
- Аполон
- Орест
- Сянката на Клитемнестра
- Хор на Евменидите
- Атина
- Придружители

##### Анализ на структурата
I. Пролог
Орест потеглил от делийските води и канари и пристигнал в Парнас, провождан от пътетворците – синове на Хефест.
Аполон се обръща към Орест като му обещава, че ще го закриля и ще му помага да се справи срещу ериниите, които самият Феб описва по следния начин :
От никой бог, човек и звяр не са били прегръщани.
За зло родени, обитават злия мрак
На Тартара подземен; прокълнати са
от боговете, както и от людете.‘‘
Въпреки силата на ериниите и това, че ще го преследват, където и да избяга, Аполон окуражава Орест. Съветва го да не се поддава на мъката и да не позволява на страха да сломи душата му. След това изпраща Орест в земята на Палада, където биха намерили средство, което ще го избави от отмъстителната сила на ериниите. Призовава Хермес да го води и да го закриля по пътя.
Явява се сянката на Клитемнестра, която отправя гневни слова към ериниите и ги предупреждава за бягството на убиеца ѝ – синът ѝ Орест.
Избяга той като елен; избави се!
Чевръсто се измъкна изпод мрежите,
па хукна и се подигра, надсмя ви се!
Послушайте! Говоря ви за моята
душа! Богини адски, съвземете се!
Пред вас е Клитемнестра! Призовавам ви!‘‘
След многократните си опити да ги събуди тя все пак успява и ги призовава да го настигнат и да продължат да вършат злините си, защото ериниите са създадени да отмъщават.
От сън сломени, злото не забравяйте!
                            .......
Дъхтете в него с кървави дихания,
сушете го с утробните си пламъци,
погнете го повторно, изтощете го!‘‘

##### II. Парод
След като се събуждат ериниите осъзнават, че Орест е избягал. Досещат се, че Аполон му е помогнал и го обвиняват.
О, сине Зевсов, ти си похитителят!
Потъпка стари божества ти, младият!
Зачете нечестивеца, жестокия
към свойта майка!
Ти, богът, ни отне майкоубиеца!
И кой би рекъл: тъй е правилно?

##### III. Първи епизод
Аполон се явява при ериниите и се опитва да ги изгони от пророческото светилище.
Те го обвиняват в съучастничество в делото, което Орест е сторил, защото самият Аполон е внушил на Орест да го извърши. Започват спор, след което ериниите излизат да търсят „майкоубиеца“.

##### IV. Втори епизод
Орест пристига в храма на Атина и застава до „старинното ѝ изваяние“, очаквайки присъдата си.
В това време ериниите го съзират, прегърнал изваянието. Заплашват го, че никой няма да го спаси и той ще понесе наказанието за злодеянието, което е непростимо.
Ни Аполон, ни силата Атинина
ще те избави. Ще умреш в забвение,
с душа ни капка радост неизпитала —
безкръвна сянка и храна на демони!‘‘

##### V. Първи стазим
Ериниите изпълняват песни, чрез които се опитват да прокълнат Орест, че ще го преследват, докато не отиде в Хадес
Моят дял е твърдо и навеки
 определен от непреклонна мойра:
 който, от безумство обладан,
 близък човек убие,
 него гоня аз, додето
 иде в ада. Но и там
 няма да се отърве.‘‘

##### VI. Трети епизод
Атина се появява и съзира ериниите, както и Орест, прегърнал нейната статуя. Дава шанс на Орест да се защити, като ѝ обясни как и защо се е случило извършеното от него деяние. Въпреки това тя не може да обвинява и решава да доведе съдии, които да отсъдят дали Орест е прав.

##### VI. Втори стазим
Ериниите осъзнават, че ако Орест победи в делото, законът вече няма да е в сила, така всеки лекомислено ще извършва злодеяния, без да остава омъстен.

##### VII. Четвърти епизод
Атина влиза, следвана от Глашатай и Съдии. Призовава гражданите да мълчат и да чуят нейните закони. Аполон се явява, представя се като свидетел и заявява, че причината за убийството е в него. Разказва за убийството на Клитемнестра – тя първа убива своя мъж, завърнал се и донесъл множество победи – Агамемнон.
Според ериниите убийството на майката е грях, защото това е убийство на собствена кръв, докато при убийството на съпруга кръвта е чужда.
Аполон застава и зад една друга теза:
Не майката създава, ражда рожбата —
тя само храни в себе си зародиша.
Мъжът – той ражда. Като дар на гостенин
тя пази кълна – ако бог не го срази.‘‘
Той дава за пример богинята Атина, която не била в майчина утроба, а е родена от баща си.
Атина призовава всички граждани да гласуват, а сама тя тя пуска своето камъче за Орест, защото се съгласява с Аполон. При преброяване на гласовете се оказва, че има равенство, затова победата отива в полза на Орест.
Космос
Ериниите изричат гневни слова и проклинат земята на Атина.
,,И всяка капка злъч
е напаст за твърдта.
Заразата безлиствена, безрожбена,
ще сполети – о, мъст! —
земята, ще я хвърли в язви гибелни!‘‘
Атина, изплашена от страшните им думи, се опитва да ги успокои, затова им предлага подслон в нейната земя, където ще бъдат тачени от всички граждани.
,,На тоя ширен край ще сбираш първия
прекрасен плод, за сватба, за рождение
ще те дарят, и мен ще си признателна.‘‘

##### VIII. Екзод
Ериниите се съгласяват да съжителстват в града на Атина и настъпва мир и разбирателство.
Приех, Паладо, твоето съжителство
и ще почитам твоя град,
който Зевс, могъщият, и Арес
превръщат в божа твърдина
и в щит на светлите олтари
на елинските божества,
и аз ще го благословя
с любезна ясновидска реч:
да блика с буйна сила плод живителен
в земята му честита
под слънчевия ведър зрак.‘‘

## Oбразът на Агамемнон при Есхил и Омир
Mежду образа на Агамемнон, изграден от Омир в „Илиада“, и образа на Есхиловия Агамемнон се открива разлика. Героят на Есхил е представен като пример за мъдрост и благочестие. Бляскавите му бойни дела по никакъв начин не са успели да заслепят правилната му преценка. Той живее със съзнание за неоценима подкрепа, която са му оказали боговете.

## Образите в трагедиите на Есхил, Еврипид и Софокъл
Сюжетът, който се разглежда в трилогията на Есхил, „Орестия“, е сходен с този, който се наблюдава в произведението „Електра“ на Еврипид и „Електра“ от Софокъл. В отделните произведения се откриват съществени различия както при изграждането на самата трагедия, така и при охарактеризирането и описанието на определени образи.
При Еврипид, Електра е представена като главното действащо лице. Тя е тази, която допринася за премахването на злото от родния и град Аргос. В трилогията „Орестия“, Есхил дава на Електра второстепенна роля, която оплаква преди всичко участта си. Софокъл, в трагедията си „Електра“, представя героинята си с обзета от ненавист към майка си – Клитемнестра.
В трилогията на Есхил, Орест е изобразен с голяма нерешителност, която се дължи на убийството, което трябва да извърши, за да отмъсти за пролятата кръв на баща си. За разлика от Есхил, Софокъл го показва като решителен и самоуверен, който се завръща в царството си с ясни цели – да се възкачи на трона и да отмъсти за убития Агамемнон.
И тримата драматурзи включват в произведенията си хора като персонаж, но всеки един от тях му придава специфични функции и различна активност. Често пиесите на Есхил, Софокъл и Еврипид са посветени на нещастията в дома на Атридите. При Есхил, Орест извършва отмъщението, напътстван от боговете. При Софокъл обаче при отмъщението си той е ръководен от усета си за справедливост.
В трагедията на Еврипид, Ериниите са упоменати в тирада на Кастор. В края на своите трагедии Есхил и Софокъл също упоменават богините, преследвайки Орест като майцеубиец.

## Адаптации

### Балет и опера
- През XIX век Сергей Танеев поставя оперета „Орестия“;
- Юрий Александрович създава трагедията „Орестия“ под формата на балет в един акт;
- През 1958 година хореографът Марта Греъм създава танцова драма, носеща името Клитемнестра.

### Кино
- Италианският поет и режисьор Пиер Пазолини прави версия на триголията през 1975 гогина, която представя в Африка;
- Версия на „Орестия“ се представя и в модерна Гърция през 1975 година във филма „Пътуващи актьори“ / The Travelling Players/, режисирана от Тео Ангелополис;

### Радио
През 2014 година Би Би Си Радио излъчва „Орестия“ в три последователни седмици;

### Театър
- Английският драматург Стивън Бърков пише адаптация на „Орестия“ през 1977 година;
- През XX век за първи в България е поставена трагедията на Есхил „Орестия“ в Драматичен театър София;
- Димитър Буйнозов изиграва ролята на Орест по Есхиловата трилогия;
- Ролята на Касандра в „Орестия“ по Есхил през 1993 г. и ролята на Електра в „Агамемнон“ – 1995 година; реж. Галин Стоев изиграва актрисата Красимира Кузманова.